# ADRA
ADRA (Adventist Development and Relief Agency) je mezinárodní humanitární organizace poskytující pomoc lidem v nouzi.
Byla založena ve Spojených státech amerických před více než padesáti lety a dnes má zastoupení ve 130 zemích světa. Její činnost tvoří jak pomoc při mimořádných událostech (živelní pohromy, válečné konflikty apod.), tak realizace dlouhodobých rozvojových projektů (podpora vzdělání, zaměstnanosti atd.). Jejím posláním je pomoci lidem v nouzi tak, aby byli schopni převzít kontrolu nad svými vlastními životy a mohli co nejlépe využívat ty zdroje, které mají k dispozici. Svou pomoc poskytuje všem, kteří ji potřebují, bez rozdílu rasy, pohlaví, vyznání nebo náboženského přesvědčení.
V České republice ADRA působí od roku 1992. Do roku 2013 byla ADRA občanským sdružením. V souvislosti se změnou občanského zákoníku je nyní obecně prospěšnou společností. ADRA, o.p.s., patří v současné době k největším organizacím v ČR poskytujícím humanitární, rozvojovou a sociální pomoc doma i v zahraničí. Vedle ADRA, o.p.s., funguje také Nadace ADRA.

## Nadace ADRA
Nadace ADRA – Adventistická nadace pro pomoc a rozvoj je nezisková humanitární organizace, která si klade za cíl přispívat svou činností ke zvyšování životní úrovně a zdraví obyvatel, a to jak v ČR, tak v ostatních zemích, zejména v těch rozvojových. Nadace ADRA úzce spolupracuje s ADRA, o.p.s.
Zaměřuje na pomoc potřebným jak v ČR, tak po celém světě. Spravuje a rozděluje nadační jmění (jak formou grantového řízení, tak individuálních žádostí), vyhlašuje veřejné sbírky a poskytuje pomoc jednotlivcům, rodinám či skupinám v ČR, kteří se ocitli v mimořádné krizové situaci. Od roku 2006 Nadace ADRA také spolu s televizí NOVA každoročně vyhlašuje rámci projektu Hrdinové mezi námi Cenu Michala Velíška za hrdinství v běžném životě, projevené poskytnutím účinné pomoci člověku v nouzi, jejímž hlavním cílem je vést lidi k odvaze a touze pomáhat.
Nadace ADRA je členem Fóra dárců. Podporuje domácí hospicovou péči a zprostředkovává psychosociální pomoc při mimořádných událostech.

## Obecně prospěšná společnost ADRA a její činnost
ADRA, o.p.s., se zaměřuje na pět základních oblastí:
- dobrovolnictví: pravidelné dobrovolnictví a komunitní intervenční psychosociální týmy
- rozvojové vzdělávání: program Světová škola
- pomoc při mimořádných událostech v České republice
- humanitární pomoc a rozvojové projekty v zahraničí
- provoz sítě charitativních ADRA obchodů a sociálních šatníků

### Dobrovolnictví
V České republice ADRA provozuje 15 dobrovolnických center, která koordinují dobrovolníky ve 50 obcích ČR. V roce 2022 koordinovala činnost 4632 pravidelných dobrovolníků, což činí přibližně 10 % všech dobrovolníků v ČR. Dobrovolnické programy jsou organizovány v zařízeních pracujících s dětmi, mládeží, seniory či zdravotně postiženými. Dobrovolník působí jako společník jejich pacientů či uživatelů a pomáhá s náplní volného času.

#### KIP týmy
Komunitní intervenční a psychosociální týmy mají za úkol poskytovat okamžitou pomoc lidem zasaženým mimořádnou událostí. Jde většinou o psychology a sociální pracovníky. Jejich práce je koordinována s prací složek Integrovaného záchranného systému ČR.

### Rozvojové vzdělávání

#### Světová škola: globální vzdělávání školám
Cílem programu rozvojového vzdělávání Opravdový svět je informovat děti, žáky, studenty a učitele v České republice o globálních tématech, jako je chudoba, udržitelný rozvoj, ochrana životního prostředí, migrace atp.

### Pomoc při mimořádných událostech v České republice
ADRA je největším koordinátorem pomoci v případě povodní a jiných živelních katastrof v ČR. V postižených oblastech dobrovolníci pomáhají při zvládání následků živelních pohrom a distribuují humanitární pomoc.
Po povodních v létě 2013, které zasáhly takřka celé území Čech, rozdělila ADRA přes 18 mil. Kč ve finanční i hmotné pomoci. Dále se soustředila na koordinaci dobrovolníků a logistiku potřebné materiální pomoci. 
ADRA dobrovolníci i KIP týmy byli také velmi přínosnou pomocí v období velkého šíření nákazy nemoci COVID-19, taktéž při práci s následky tornáda na Jižní Moravě a ve spojitosti s uprchlickou krizí, způsobenou ruskou invazí na Ukrajinu v roce 2022.

### Humanitární pomoc a rozvojové projekty v zahraničí
Prostřednictvím humanitárních projektů organizace ADRA poskytuje okamžitou pomoc zemím postižených přírodními nebo jinými katastrofami. Rozvojové projekty realizuje s projekty zaměřené na podporu vzdělávání, zemědělství, zajištění obživy, kvalitní zdravotní péče či rozvoje infrastruktury. V letech 2012–2014 poskytuje síť organizací ADRA humanitární pomoc v zemích Afrického rohu, v Barmě a na Filipínách. ADRA ČR se potom soustředí hlavně na rozvojové projekty. V letech 2012–2014 působí v Bangladéši, Etiopii, na Haiti, v Keni, v Moldavsku a v Mongolsku. V Barmě a Gruzii probíhají lidsko-právní projekty, které jsou zaměřeny na podporu demokratizace a rozvoje občanské společnosti.

#### Zdravotní středisko Itibo (Keňa)
ADRA provozuje od roku 2006 zdravotní středisko v keňském městě Itibo, v jehož širokém okolí je velmi špatně dostupná zdravotní péče.

#### BanglaKids
Dalším příkladem projektu rozvojové pomoci je BanglaKids, zaměřený na podporu bangladéšských dětí.
Program umožňuje adresnou podporu vzdělávání dětí na vesnických a internátních školách. Zároveň se snaží řešit i problematiku vzdělávání dětí v chudinských slumech v Dháce. Od roku 1999 ADRA podpořila 3 070 dětí v rámci adresného dárcovství a více než 1000 dětí v rámci podpory 7 slumových škol.

##### Čalantika
Slumové centrum Čalantika v Dháce poskytuje místním dětem předškolní a základní vzdělání. Funguje i jako centrum pro volnočasové aktivity. Kromě toho se zaměřuje na práci s rodiči, konkrétně na jejich osvětu v oblasti výchovy, hygieny a vzdělávání.

### Dárcovský program Mince denně
Mince denně je program pro dlouhodobé pravidelné dárce Adry. Je založen na myšlence, že i drobný pravidelný finanční dar může znamenat významnou pomoc lidem v nouzi. Finanční příspěvky v programu se dělí na tři části: třetina je vyčleněna pro potřeby humanitárních a rozvojových projektů v zahraničí, třetina na projekty v ČR a třetina na zajištění chodu a rozvoje humanitární organizace ADRA.

## Historie

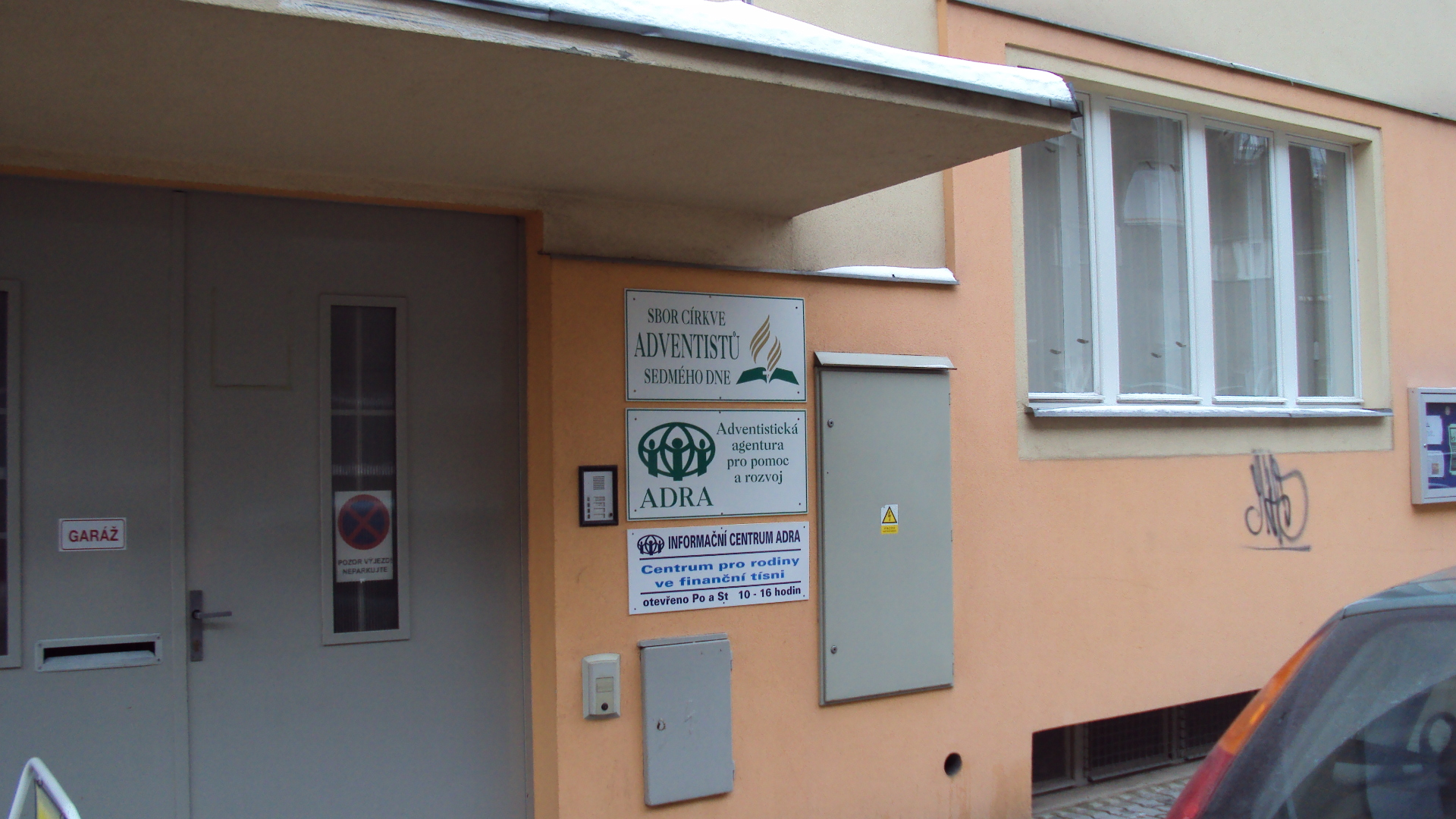
Pobočka Adry v České Lípě

Česká pobočka organizace ADRA byla založena 29. května 1992 Rudolfem Reitzem nejprve jako nadace, později v roce 1994 vzniklo občanské sdružení, které roku 2013 změnilo svůj právní status na obecně prospěšnou společnost. V současné době je výkonným ředitelem Radomír Špinka. Do povědomí české veřejnosti vstoupila ADRA především svými aktivitami v době povodní v roce 1997, 2002, 2006, 2009 a 2013 a díky jednomu z prvních masových použití dárcovské SMS při tsunami v Indonésii v prosinci 2004.